# Alfambra
Alfambra è un comune spagnolo di 624 abitanti situato nella comunità autonoma dell'Aragona.